# 工业生产者出厂价格指数
（縮寫：PPI）是一个用来衡量制造商出厂价的平均变化的指数，它是统计部门收集和整理的若干个物价指数中的一个。如果生产物价指数比预期数值高时，表明有通货膨胀的风险。如果生产物价指数比预期数值低时，则表明有通货紧缩的风险。

## 資料來源
1. . 樂詞網. 國家教育研究院 （中文（臺灣））.
2. . www.fuzhou.gov.cn.   [2024-12-14]. （原始内容存档于2025-02-26）.
3. . www.stats.gov.cn.   [2024-12-14]. （原始内容存档于2025-02-27）.
4. . 樂詞網. 國家教育研究院 （中文（臺灣））.
5. . www.fuzhou.gov.cn.   [2024-12-14]. （原始内容存档于2025-02-26）.
6. . www.stats.gov.cn.   [2024-12-14]. （原始内容存档于2025-02-27）.
7. . 樂詞網. 國家教育研究院 （中文（臺灣））.
8. . www.fuzhou.gov.cn.   [2024-12-14]. （原始内容存档于2025-02-26）.
9. . www.stats.gov.cn.   [2024-12-14]. （原始内容存档于2025-02-27）.
10. . 樂詞網. 國家教育研究院 （中文（臺灣））.
11. . www.fuzhou.gov.cn.   [2024-12-14]. （原始内容存档于2025-02-26）.
12. . www.stats.gov.cn.   [2024-12-14]. （原始内容存档于2025-02-27）.
13. . 樂詞網. 國家教育研究院 （中文（臺灣））.
14. . www.fuzhou.gov.cn.   [2024-12-14]. （原始内容存档于2025-02-26）.
15. . www.stats.gov.cn.   [2024-12-14]. （原始内容存档于2025-02-27）.
16. . 樂詞網. 國家教育研究院 （中文（臺灣））.
17. . www.fuzhou.gov.cn.   [2024-12-14]. （原始内容存档于2025-02-26）.
18. . www.stats.gov.cn.   [2024-12-14]. （原始内容存档于2025-02-27）.